# Леонардо (серіал)
«Леонардо» (італ. Leonardo) — історична драма про Леонардо да Вінчі, роль якого виконав актор Ейдан Тернер. Міні-серіал планувався до 500-річчя від дня смерті Леонардо у 2019 році, проте прем'єру було перенесено. Знімання тривало з 2 грудня 2019 по 10 серпня 2020 (з короткою перервою COVID-19). На екрани серіал вийшов 23 березня 2021 року.
Кожна серій присвячена певному конкретному винаходу або шедевру митця, через який геній да Вінчі розкривається детальніше та стає глядачеві зрозумілішим. При цьому в сценарії використовуються вигадані факти та окремі персонажі (Катерина да Кремона), присутня низка фактологічних неточностей.
Серіал створили Френк Спотніц та Стів Томпсон та випустила італійська компанія «Lux Vide» у співпраці з «Rai Fiction», «Sony Pictures Entertainment», «Big Light Productions» Френка Спотніца та «Alfresco Pictures» Фредді Хаймора у співпраці з Телебаченням Франції та корпорацією «RTVE».

## Сюжет
У 1506 році Леонардо да Вінчі, найвідомішого художника свого часу, звинувачують у вбивстві Катерини да Кремони.
Допитливий амбіційний офіцер Міланського герцогства Стефано Хіральді у спілкуванні з Леонардо проходить весь шлях знайомства митця — від першої його зустрічі із Катериною у майстерні Андреа дель Верроккйо. Хіральді має підозру у невинуватості Леонардо, й проводить розслідування задля з'ясування правди.

## В ролях
- Ейдан Тернер — Леонардо да Вінчі[10]
- Алессандро Спердуті — Томмазо Мазіні, помічник Леонардо
- Карлос Куевас — Салаі, помічник Леонардо
- Джанкарло Джанніні — Андреа дель Верроккйо
- Матільда Де Анджеліс — Катерина да Кремона
- Фредді Гаймор — Стефано Хіральді
- Джеймс Д'Арсі — Людовіко Сфорца
- Макс Беннет — Чезаре Борджіа
- Девід Якопіні — Нікколо Макіавеллі
- Поппі Гілберт — Джиневра де Бенчі
- Едан Хайхурст — Джан Галеаццо Сфорца

## Епізоди
| № серії | Назва серії    | Режисер(и)       | Сценарист(и)                  | Оригінальна дата показу | Глядачів U.S. (млн) |
| --- | -------------- | ---------------- | ----------------------------- | ----------------------- | ------------------- |
| 1 | Буде оголошено | Деніел Персіваль | Френк Спотніц та Стів Томпсон | 23 березня 2021         | Буде визначено      |
| Рік 1506-й. У Міланському герцогстві заарештовано Леонардо да Вінчі за звинуваченням в отруєнні Катерини да Кремони, колишньої коханої художника. Допит веде офіцер Стефано Хіральді, якому Леонардо розповідає про свою першу зустріч із Катериною. Флоренція, шістнадцять років раніше. Леонардо — один з учнів художника Андреа дель Верроккйо — разом із рештою малює Катерину да Кремону в образі богині Діани. Зачарованість жінкою заважають натхненню — завдання не виконане. Із проханням повторного позування Леонардо звертається до Катерини за кілька днів. У Катерини — шрам, пов’язаний із драматичним епізодом, про який вона хотіла забути. Леонардо не може його оминути попри прохання натурниці, зображає його на ескізі, що спричиняє їх перший розрив. Верроккіо не може вирішити завдання з підняття важкої золотої сфери із хрестом на купол Брунеллескі. Леонардо вночі робить креслення на паперах Верроккіо, завдяки яким сферу з успіхом встановлюють на собор. Самого Леонардо з майстерні виганяють через звинувачення у крадіжці фарб. Катерина приносить до майстерні ескіз, що став приводом суперечок, але не знаходить Леонардо, та віддає малюнок Верроккіо. Той розуміє авторство креслень сфери, визнає вправність і талант та запрошує Леонардо до своєї майстерні першим учнем. Щасливий Леонардо приймає запрошення та пропонує Катерині відсвяткувати цю подію. Під час вечері стається їх перший поцілунок, після якого вони вчергове сваряться. Верроккіо працює над «Хрещенням Христа». Леонардо отримує можливість намалювати одного з ангелів. «Учень перевершив учителя» — відзначає майстерність майстер, а регент Мілана Людовіко Сфорца пропонує Леонардо роботу у нього, але художник відмовляється. |                |                  |                               |                         |                     |
| 2 | Буде оголошено | Деніел Персіваль | Буде визначено                | 23 березня 2021         | Буде визначено      |
| Леонардо заперечує, що він вбив Катерину. Проте Хіральді, для отримання підвищення, має надати докази. Леонардо, після проведеного часу із моделлю-проститутом Якопо Сальтареллі, заарештований за звинуваченням у содомії. Сприяє цьому донос Мазіні, який заздрить своєму другові. У справу втручається Амеріго Бенчі, близький до Медічі. Леонардо звільняють під час засідання, звинувачення знімають. Однак, через розголос Верроккйо виганяє художника зі своєї майстерні. Замовлення приходить від Бернардо Бембо — портрет Джиневри. Батько Леонардо, П’єро, який покинув його в дитячому віці, вирішує допомогти, та дає рекомендацію щодо створення «Поклоніння волхвів» для монастиря. Зроблений Леонардо ескіз абат відкидає. Невдоволений портретом Амеріго Бенчі відмовляє Леонардо в оплаті роботи. Художник вирішує їхати до Мілана. |                |                  |                               |                         |                     |
| 3 | Буде оголошено | Деніел Персіваль | Буде визначено                | 30 березня 2021         | Буде визначено      |
| У вбивстві Катерини Леонардо звинувачує посол Бернардо Бембо. Але Хіральді цьому не вірить та намагається розібратися в ситуації. Одинадцять років до того. Леонардо прибуває до Мілана в компанії Мазіні. Його приймають у палаці Сфорца, але Людовико Моро відхиляє запропоновані Леонардо інженерні проєкти. Натомість пропонує виконати оформлення вистави — постановка «Сказання про Орфея» Поліціано. Під час вечері стається отруєння Моро. За допомогою протиотрути Леонардо встигає врятувати йому життя. Наступного дня, під час вистави, права рука Моро, Галеаццо Сансеверіно, вбиває Т’єррі, головного актора, як учасника заколоту Франції, направленого на знищення герцога. |                |                  |                               |                         |                     |
| 4 | Буде оголошено | Деніел Персіваль | Буде визначено                | 30 березня 2021         | Буде визначено      |
| Катерина стала жертвою від тієї отрути, яка мало не вбила Моро. Хіральді продовжує шукати свідків, які могли б розповісти про вбивство дівчини. Між інших допитує підмайстра Джакомо Салаї, від якого також мало чого дізнається. Іль Моро замовляє Леонардо створення найбільшої кінної статуї у світі — меморіал його батькові Франческо, засновнику родини Сфорца. Макет статуї замовника не вражає, і Леонардо доводиться покласти його на землю, щоб пояснити грандіозність задуму. Тим часом Бембо бачить почуття, які Катерина проявляє до Леонардо — він розуміє, що не перший у його серці, тому лишає її та повертається до Венеції. Місяць потому. Леонардо і Катерина турбуються про маленького Джана Галеаццо Сфорца, навколо якого — заколот та зрештою отруєння. Леонардо вбачає винним у смерті дитини Людовіко та залишає палаццо Сфорца. |                |                  |                               |                         |                     |
| 5 | Буде оголошено | Алексіс Кегілл   | Буде визначено                | 6 квітня 2021           | Буде визначено      |
| Хіральді вказує Леонардо, що молодший Сфорца і Катерина були вбиті однією і тією ж отрутою, але художник продовжує стверджувати, що він невинний, незважаючи на занадто багато збігів. Мілан. Січень 1497 року. Беатріче д'Есте помирає під час пологів, і Леонардо не може запобігти цьому попри благання Моро. Бронзу для кінної статуї вилучають на користь виготовлення гармат для захисту міста від французів. Натомість герцог замовляє Леонардо створення «Тайної вечері» в трапезній монастиря Санта Марія делле Ґраціє. Леонардо планує у створенні фрески використовувати нову техніку роботи. Тимчасово роботи доводиться зупинити через викрадення фарб, до повернення яких долучається Салаї. В Мілані бунт через збільшення податків. Французи укладають союз із венеційцями проти Сфорци. Людовіко біжить з Мілана, місто опиняється під контролем Людовіка XII, який через Чезаре Борджіа наказує зрізати фреску зі стіни та перевезти до Франції. Але Валентино дозволяє Леонардо закінчити роботу. |                |                  |                               |                         |                     |
| 6 | Буде оголошено | Алексіс Кегілл   | Буде визначено                | 6 квітня 2021           | Буде визначено      |
| Хіральді бачить «Тайну вечерю» в монастирі й стверджує, що дістав зізнання від Леонардо. Леонардо повертається до Флоренції, де погоджується зробити портрет на замовлення — Мона Ліза. Гонфалоньєр Содеріні пропонує замовлення скульптури зі великого шматка мармуру, але художник відмовляється. Чезаре Борджія робить Леонардо придворним інженером в Імолі, де той складає детальну карту міста, працює над укріпленням від ворогів. Леонардо веде бесіди із Нікколо Макіавеллі, посланим з Флоренції «вивчати» Борджію. Через Леонардо відбувається спроба замаху на Валентино, художник не відчуває себе в спокої. Свою свободу він отримує через креслення нової військової машини для Борджії. Леонардо пише листи Катерині, яка тим часом стає матір’ю. |                |                  |                               |                         |                     |
| 7 | Буде оголошено | Деніел Персіваль | Буде визначено                | 13 квітня 2021          | Буде визначено      |
| Леонардо дає своє зізнання Хіральді, який продовжує вважати його невинним. Флоренція, 1504. Леонардо продовжував працювати над портретом Лізи дель Джокондо. На площі перед Палаццо Веккйо відкривається статуя Давида роботи Мікеланджело, яку Леонардо не сприймає. На доведення своєї кращості він погоджується створити настінну фреску Битва при Ангиарі у залі Великої Ради (Синьйорії) на замовлення Гонфалоньєра Содеріні. Натомість, його суперник Мікеланджело отримує замовлення на фреску-близнюка на протилежній стіні цієї ж зали — Битва при Кашині. Тим часом Галеаццо Сансеверіно звертається до Леонардо із проханням сприяти перемовинам Содеріні підтримати Людовико іль Моро в Мілані, але художник відмовляється у допомозі. Незадовго перед смертю батько приходить до Леонардо, а вже по його смерті він знайомитися зі своїм зведеним братом Гульєльмо. Ще одна відверта розмова трапляється із Мікеланджело, який згодом залишає Флоренцію на запрошення Папи Юлій II до Риму. Хіральді, щоб поговорити з фра Пачолі, натрапляє на Франческо, сина Катерини, який стверджує, що є сином Леонардо. |                |                  |                               |                         |                     |
| 8 | Буде оголошено | Деніел Персіваль | Буде визначено                | 13 квітня 2021          | Буде визначено      |
| Хіральді намагається запобігти повішенню Леонардо та вимагає від нього пояснень щодо маленького Франческо. Флоренція, півроку раніше. Леонардо разом з Франческо та Катериною здобув гостинність у Джиневри де Бенчі; художник працює над вивченням анатомії — розтинає тіла для професора з Павії. Сансеверіно в замку Лош повідомляє Людовико, що Леонардо не прийде тому на допомогу, і що він живе із Катериною та 10-річною дитиною. Моро припускає, що малеча може бути його сином, зачатим, коли дівчина була з ним у Мілані. Рінальдо Россі на прохання Сансеверіно обшукує будинок Леонардо, де той працює над портретом Леди і лебедя, проте Франческо добре схований. Картини із зображенням Катерини горять у полум’ї, а сама вона гине від отрути, а художник нічого не робить для допомоги. Леонардо збирається повісити, коли втручаються Хіральді та Салаї, які щойно знайшли лист від Катерини, в якому він звинуватив Сансеверіно у смерті Джана Галеаццо Сфорца: отже, він вбив її тією ж отрутою. Рінальдо Россі наказує заарештувати праву руку Моро, якому вдається врятуватися. Хіральді зізнається, що історія з лисом була вигадкою, і поступово викладає свої здогадки про інсценізацію смерті Катерини, замінивши її тіло трупом іншої жінки: все це, щоб припинити переслідування Моро та врятувати жінку та Франческо. |                |                  |                               |                         |                     |